# Was sich liebt, neckt sich
Was sich liebt, neckt sich ist eine Polka-française von Johann Strauss Sohn (op. 399). Das Werk wurde am 15. Januar 1882 im  Konzertsaal des Wiener Musikvereins  erstmals aufgeführt.

## Einzelnachweis
1. ↑  Quelle: Englische Version des Booklets (Seite 42) in der 52 CDs umfassenden Gesamtausgabe der Orchesterwerke von Johann Strauß (Sohn), Hrsg. Naxos (Label). Das Werk ist als elfter Titel auf der 13. CD zu hören.